# Эристави, Константин Давидович
Константин Давидович Эристави (груз. კონსტანტინე დავითის ძე ერისთავი; 22 февраля 1889, Саломинао — 12 марта 1975, Тбилиси) — советский грузинский хирург, доктор медицинских наук, профессор, академик АН Грузинской ССР, заслуженный деятель науки Грузинской ССР.

## Биография
Родился 22 января (3 февраля по новому стилю) 1889 года в селе Саломинао (ныне — село Кирово Ванского муниципалитета региона Имеретия, Грузия).
В 1914 году окончил медицинский факультет Юрьевского (ныне — Тартуского) университета. С пятого курса Эристави был приглашен известным хирургом В. Г. Цеге-Мантейфелем ассистентом на кафедру факультетской хирургии.
В годы Первой мировой войны был врачом на разных фронтах. Одновременно занимался научной работой и результаты своих наблюдений в 1915 году изложил в статьях о лечении газовой гангрены и инфицированных ран.
В 1918 году вернулся в Грузию, работал ординатором в хирургическом отделении Тбилисской железнодорожной больницы. С 1921 по 1928 Эристави работал старшим ассистентом кафедры общей хирургии медицинского факультета Тбилисского университета (с 1930 — Тбилисский медицинский институт).
В 1926 году состоялась защита кандидатской диссертации на тему «Механизм быстрой смертности при жировой эмболии». С 1929 года профессор Эристави заведовал кафедрой общей хирургии (до 1941). По его инициативе при Тбилисской железнодорожной больнице была организована станция переливания крови, начальником которой он был с 1938 по 1941 год. С 1941 до 1948 года Эристави заведовал кафедрой факультетской хирургии, с 1948 по 1962 год — кафедрой госпитальной хирургии, с 1941 по 1950 год — был ректором Тбилисского медицинского института и одновременно, в 1948—1950 годах (на общественных началах) — директором НИИ переливания крови, с 1950 по 1974 год — директором Тбилисского научно-исследовательского института экспериментальной и клинической хирургии и гематологии Академии медицинских наук СССР. В 1950 году он был избран действительным членом АН Грузинской ССР.
Эристави опубликовал более 200 научных работ. Его научная деятельность была посвящена оперативного лечения органов брюшной полости, сердца и кровеносных сосудов, заболеваний органов грудной полости, ожогов, инфицированных ран. При разработке проблемы гипотермии в институте под его руководством была сконструирована оригинальная охладительные — согревающая установка. В годы Великой Отечественной войны Эристави проводил успешное лечение ожогов у раненых с помощью порошка из гранатовой корки. Этот порошок применялся в смеси с анастезином и сульфаниламидными препаратами. Эристави интересовали проблемы трансплантации органов и тканей, проблемы исследования консервации и замещения крупных кровеносных сосудов, травматологии и трансфузиологии, нейрохирургии.
В монографиях «Восстановительная хирургия облитерирующего атеросклероза терминального отдела брюшной аорты и её дистальных ветвей» (1968), «Заболевания двенадцатиперстной кишки» (1969), «Структурные и некоторые гистохимические изменения миокарда при искусственном кровообращении» (1969, в соавторстве) и других работах изложены узловые вопросы клинической и экспериментальной хирургии. За цикл работ по сосудистой хирургии Эристави был удостоен Государственной премии Грузинской ССР (1975).
Эристави разрабатывал вопросы истории медицины. В 1953 году им написана (в соавторстве) книга «И. Р. Тарханишвили. Жизнь, научная и общественная деятельность». Из исторических позиций написана юбилейная статья «Медицинская наука в Советской Грузии» (1957).
Он был почётным членом Чехословацкого медицинского общества имени Я. Пуркинье (1961), членом Международной ассоциации хирургов (1960), членом правления Всесоюзного научного общества хирургов (1937), депутатом Верховного Совета Грузинской ССР 1-5-го созывов.
Жил и работал в Тбилиси. Умер 12 марта 1975. Похоронен в Тбилиси.

## Награды
- Указом Президиума Верховного Совета СССР от 2 апреля 1966 Эристави Константину Давидович присвоено звание Героя Социалистического Труда с вручением ордена Ленина и золотой медали «Серп и Молот».
- Награждён тремя орденами Ленина, двумя орденами Трудового Красного Знамени, орденом Красной Звезды, орденом «Знак Почёта»[2], медалями.
- Лауреат Государственной премии Грузинской ССР (1975).
- Заслуженный деятель науки Грузинской ССР (1941).